# Agonidus
Agonidus cephalotes es una  especie de coleóptero adéfago de la familia Carabidae y el único miembro del género monotípico Agonidus.